# Славное (Запорожская область)
Славное (укр. Славне) — село в Ореховском районе Запорожской области Украины. Входит в Новотроицкий сельский совет.
Код КОАТУУ — 2323986206. Население по переписи 2001 года составляло 83 человека.

## Географическое положение
Село Славное находится на расстоянии 0,5 км от села Весёлое и 2,5 км от села Жёлтая Круча.
Рядом протекает пересыхающий ручей с запрудами.